# Ralf Collmann
Ralf Collmann (* 30. Juni 1962) ist ein ehemaliger Fußballspieler, der in den Runden 1979/80 und 1980/81 als Torhüter des 1. FC Saarbrücken in der 2. Bundesliga Süd zwölf Spiele absolviert hat.

## Laufbahn
Mit 16 Jahren wurde das Torhütertalent des 1. FC Saarbrücken vom DFB in das Tor der deutschen Jugendnationalmannschaft berufen. Collmann debütierte am 23. September 1978 im badischen Weinheim beim 2:1-Länderspielerfolg der A-Juniorenauswahl gegen Österreich. In der Saison 1979/80 setzte er sich in der DFB-Jugendauswahl im Tor durch und nahm mit der Auswahl von DFB-Trainer Dietrich Weise am UEFA-Juniorenturnier im Mai 1980 in der DDR teil. In allen drei Gruppenspielen gegen Polen (2:3), Finnland (6:2) und Rumänien (0:1) hütete er das Tor des DFB-Teams. Am 24. Mai (40. Spieltag) wurde das Nachwuchstalent im Auswärtsspiel gegen den Karlsruher SC erstmals in der 2. Bundesliga für den Stammtorhüter Dieter Ferner eingewechselt. Als es beim 1. FC Saarbrücken 1980/81 in der sportlichen Führung drunter und drüber ging – drei Trainer „führten“ die Saarländer ins Amateurlager – begann Ralf Collmann die Runde als Stammtorhüter in der 2. Bundesliga. Trainer Slobodan Čendić wechselte überraschend zu den Stuttgarter Kickers, die Nachfolger Erich Jordens und Dieter Schulte konnten den Absturz nicht verhindern und setzten zur Gefahrenabwehr auf den Neuzugang Herbert Heider im Tor. Für das Jungtalent war damit nach elf Spielen schon das Ende seiner Karriere im bezahlten Fußball eingeleitet, für den Neuzugang aus Barmbek-Uhlenhorst, Andreas Brehme, war es dagegen der Start in eine international erfolgreiche Laufbahn.
Collmann ging ins Amateurlager zurück, wo er in den Stationen SF Rehlingen und SV 05 Holz im saarländischen Amateurfußball weiter am Ball blieb.

## Bürgermeister
2018 wurde Ralf Collmann als Parteiloser zum Bürgermeister der saarländischen Gemeinde Rehlingen-Siersburg gewählt. Im Februar 2021 wurde er aus gesundheitlichen Gründen in den Ruhestand versetzt.